# Гейдар (имя)
Гейда́р — азербайджанское мужское имя. Часто приводится его значение «впереди идущий», «всадник, скачущий впереди», в частности, такой версии придерживаются сторонники Гейдара Алиева. Иногда предпринимаются спорные попытки логически связать это значение с западно-славянским словом гайда — волынка и образованным от неё гайдар — возможно, пастух овец. С другой стороны, на Ближнем Востоке популярно имя Хайдар (Хайдер) со значением лев. Такое прозвище носил халиф Али, особо почитаемый шиитами. Имя Хайдер, таким образом, имеет то же значение, что и Аслан (Арслан) и Асад.
От имени Гейдар образована фамилия — Гейдаров.

## Населённые пункты
- Гейдарабад — назван в честь Гейдара Алиева.
- Город Кейдар в северо-западном Иране иногда называют Гейдар. При этом, название города происходит от имени Кедара, персонажа Библии и Корана.

## Прочее
- Приветствия Гейдар-бабе — поэма азербайджанского иранского поэта Мухаммеда Хусейна Шахрияра. Гейдар-баба это название холма близ села Хошкнаб неподалёку от Тебриза, родного селения поэта.